# Bonus (rapper)
Martin Hůla (* 3. srpna 1979 Praha) spíše známý pod pseudonymy Martin Tvrdý, Bonus a Bourek je český hudebník, rapper, písničkář, grafický designer a kurátor. Byl členem kapel Ememvoodoopöká, Sporto, Phoenix II a Aran Epochal. Pod jménem Bonus koncertoval od roku 2009 nejprve s kapelou Plugandplay a po vydání sólo alba Náměstí míru (2011) s kapelou Martin Tvrdý Trio. Jeho album Náměstí Míru bylo oceněno na prvním ročníku cen české hudební kritiky Apollo.

## Biografie
Pracuje jako grafický designér ve studiu Carton Clan.
Album skupiny Ememvoodoopöká Dort jak Brus (2005) bylo oceněno cenou Anděl v kategorii Alternativní scéna.
Za album U nás v garáži, které nahrál s Václavem Havelkou ze skupiny Please The Trees, obdrželi nominace na cenu Vinyla a žánrového Anděla v kategorii alternativní hudba.
Je známý také jako tatér. Tematicky vystupoval v dokumentárním filmu Kmeny: Tattoo, ke kterému také složil hudbu.
Jako grafik spolupracuje též se spisovatelkou Toy Box.

## Diskografie

### Studiová alba
- Konec civilizace (2010) (jako Bonus)
- Náměstí míru (2011) (jako Bonus)

### EP
- Unabomber EP (2010) (jako Bonus)
- Inkognito EP (2010) (jako Bonus)
- Neprodejné EP (2014) (jako Martin Tvrdý)

### Koncertní alba
- LIVE+LOVE (2012) (jako Bonus)

### Spolupráce
- Fontane-Stadt EP (2002) (se skupinou Ememvoodoopöká)
- Dort jak Brus (2005) (se skupinou Ememvoodoopöká)
- More (2009) (se skupinou Sporto)
- Bonus Tracks (2010) (se skupinou Komunisti)
- Dlouhá zima (2011) (se skupinou Komunisti)
- Léta rozchodu 7" (2012) (se skupinou Flowers for Whores)
- U nás v garáži (2014) (jako duo Tvrdý/Havelka - soundtrack k filmu Listopad)
- Hommage à Jiří Bulis (2015), píseň Zhasl maják – Nikdo z vás víc mě neuvidí
- Dopisy v lahvi (2022) (s Holy Fandou, Jardou Svobodou a dalšími)